# ژیمناستیک در المپیک تابستانی ۱۹۲۸
ژیمناستیک در بازی‌های المپیک تابستانی ۱۹۲۸ نام رویداد ورزش ژیمناستیک در بازی‌های المپیک تابستانی بود که در سال ۱۹۲۸ برگزار شد.

## مدال‌آوران

### مردان
| رویداد               | طلا | نقره | برنز |
| تمامی اسباب، انفرادی | جرج میز · سوئیس | هرمان هنگی · سوئیس | لئون اشتوکی · یوگسلاوی |
| تمامی اسباب، تیمی    | سوئیس (SUI) · هانس گریدر · آوگوست گوتینگر · هرمان هنگی · اوژن مک · جرج میز · اوتو فیستر · ادوارد اشتاینمان · ملخیور وتسل | چکسلواکی (TCH) · یوزف افنبرگر · یان گایدوش · یان کونتی · امانوئل لوفلر · بدریچ شوپچیک · لادیسلاو تیکال · لادیسلاو واچا · واسلاف وسلی | یوگسلاوی (YUG) · ادوارد آنتوسیویچ · دراگوتین سیوتی · استن درگانس · بوریس گرگورکا · آنتون مالی · یانز پورنتا · یوسیپ پریموژیچ · لئون اشتوکی |
| بارفیکس              | جرج میز · سوئیس | رومئو نری · ایتالیا | اوژن مک · سوئیس |
| میله پارالل          | لادیسلاو واچا · چکسلواکی                                                                                                 | یوسیپ پریموژیچ · یوگسلاوی | هرمان هنگی · سوئیس |
| خرک حلقه             | هرمان هنگی · سوئیس | جرج میز · سوئیس | هیکی ساوولاینن · فنلاند |
| دارحلقه              | لئون اشتوکی · یوگسلاوی                                                                                                   | لادیسلاو واچا · چکسلواکی | امانوئل لوفلر · چکسلواکی |
| پرش از خرک           | اوژن مک · سوئیس | امانوئل لوفلر · چکسلواکی | استن درگانس · یوگسلاوی |

### زنان
| رویداد            | طلا | نقره | برنز |
| تمامی اسباب، تیمی | هلند (NED) · استلا آگستریب · یاکومینا فان دن برخ · آلیدا فان دن بوس · پترونل بورخرهوف · الکا ده لیفی · هلنا نوردهیم · آنت درسدن-پولاک · پترونلا فان راندویک · هندریکا فان رومت · یود سیمونز · یاکوبا استلما · آنا فان در وخت | ایتالیا (ITA) · بیانکا امبروزتی · لاوینیا جانونی · لوئیجینا جاووتی · ویرجینیا گیورگی · جرمانا مالاباربا · کلارا مارانگونی · لوئیجینا پرورسی · دیانا پیتزاوینی · آنا تانتزینی · کارولینا تورنکونی · اینس ورچسی · ریتا ویتادینی | بریتانیای کبیر (GBR) · آنی برودبنت · لوسی دزموند · مارگارت هارتلی · ایمی جگر · ایزابل جاد · جسی کیت · مارجری نورمن · ادیت پیکلز · اتل سیمور · آدا اسمیت · هیلدا اسمیت · دوریس وودز |

## جدول مدال‌ها
| رتبه | کشورها               | طلا | نقره | برنز | مجموع |
| ۱    | سوئیس (SUI)          | ۵   | ۲    | ۲    | ۹     |
| ۲    | چکسلواکی (TCH)       | ۱   | ۳    | ۱    | ۵     |
| ۳    | یوگسلاوی (YUG)       | ۱   | ۱    | ۳    | ۵     |
| ۴    | هلند (NED)           | ۱   | ۰    | ۰    | ۱     |
| ۵    | ایتالیا (ITA)        | ۰   | ۲    | ۰    | ۲     |
| ۶    | فنلاند (FIN)         | ۰   | ۰    | ۱    | ۱     |
| ۶    | بریتانیای کبیر (GBR) | ۰   | ۰    | ۱    | ۱     |

## کشورهای شرکت کننده
- چکسلواکی (۸)
- فنلاند (۸)
- فرانسه (۲۰)
- بریتانیای کبیر (۲۰)
- مجارستان (۲۰)
- ایتالیا (۲۰)
- لوکزامبورگ (۸)
- هلند (۲۰)
- سوئیس (۸)
- ایالات متحده آمریکا (۸)
- یوگسلاوی (۸)